# Scomberomorus plurilineatus
Scomberomorus plurilineatus ist ein Meeresfisch aus der Familie der Makrelen und Thunfische, der an der Südostküste Afrikas, um Madagaskar und die nördlich davon liegenden Inseln verbreitet ist. Sowohl als Sportfisch als auch in der kommerziellen Fischerei ist er bedeutend.

## Beschreibung
Die erste Rückenflosse besteht aus 15 bis 17 Hartstrahlen, deren Abstand sich etwa ab dem fünften Strahl vergrößert. Die zweite Rückenflosse hat 19 bis 21 Weichstrahlen, die Afterflosse hat manchmal einen Weichstrahl mehr. Auf der Oberseite des Schwanzstieles befinden sich acht bis zehn Flössel, auf der Unterseite sieben bis zehn. Die Bauchflossen sind klein und setzen etwa auf der Höhe der Brustflossen an. Die Schwanzflosse ist groß und tief gespalten.
Der körper ist spindelförmig und etwas „unförmiger“ als der der meisten anderen Scombriden. Beispielsweise ist die Stirn leicht buckelförmig, der Afterflossenansatz ist weiter von der Körpermitte entfernt als der Rückenflossenansatz. Eine Schwimmblase fehlt. Die Flanken glänzen silbrig, leicht bläulich, und sind mit mehreren horizontalen Reihen unregelmäßiger, dunkler, kurzer Linien gemustert. Der Rücken ist metallisch blau. Die Gesamtzahl der Wirbel beträgt 45 bis 46.

## Verbreitung, Lebensraum und Biologie
Scomberomorus plurilineatus ist an der Südostküste Afrikas beheimatet. Das Verbreitungsgebiet erstreckt sich über das Litoral von Kenia bis zum Kap der guten Hoffnung, sowie um Madagaskar und die umgebenden Inseln, Bassas da India, die Seychellen und die Maskarenen, bis in einen Tiefenbereich von 50 bis 200 Metern. Die Art erreicht ihre Geschlechtsreife bei einer Länge von etwa 80 Zentimetern. Sie ernährt sich vor allem von kleinen Fischen, insbesondere Sardellen und Sardinen, aber auch von Kopffüßern und Krebstieren.